# Subida do nível do mar

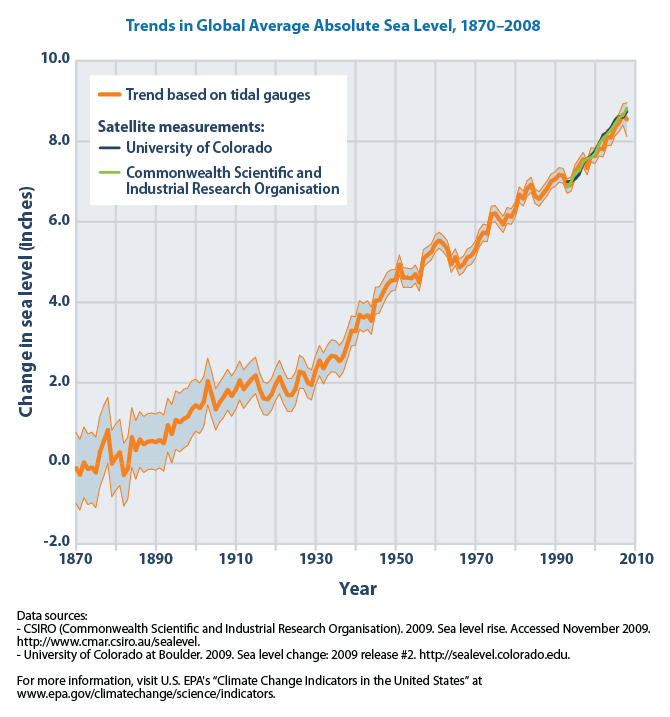
Gráfico mostrado a elevação no nível do mar entre 1870 e 2008.

A subida do nível do mar é um fenômeno físico e geológico que ocorreu várias vezes ao longo da história da Terra, enquanto em outras ocasiões o mar teve seu nível rebaixado. São muitos e complexos os fatores que podem influenciar este tipo de variação, entre eles mudanças no clima e o movimento das placas tectônicas. No último século o nível do mar tem se elevado outra vez por consequência do aquecimento global, que esquenta as águas e provoca a sua expansão térmica, fazendo-as aumentar em volume. Outro efeito do aquecimento é o derretimento dos gelos montanhosos e polares, que adicionam mais água líquida aos mares. São estes os dois principais fatores diretos que ocasionam a atual subida do nível do mar. As projeções do IPCC, que é a maior autoridade em aquecimento global, indicam uma elevação máxima de cerca de 1 metro até 2100, mas seus estudos têm sido considerados conservadores demais por um crescente grupo de pesquisadores independentes, e é possível que a elevação seja substancialmente maior.
Como as águas respondem com lentidão ao calor absorvido, a expansão térmica é um processo que leva muito tempo para estabilizar, e é também incontrolável. Por isso o mar vai continuar a subir ao logo do século XXI mesmo se as causas do aquecimento global forem interrompidas imediatamente, pois uma grande quantidade de calor já foi absorvida pelos oceanos mas eles ainda não responderam em termos de expansão volumétrica. Se aquelas causas não forem interrompidas, o mar continuará subindo. As consequências deste fenômeno são múltiplas, graves e extensas, e são irreversíveis na perspectiva do futuro próximo. Entre as principais contam-se a erosão costeira, destruindo estruturas construídas pelo homem e causando grande perturbação dos ecossistemas litorâneos terrestres e subaquáticos, com significativo prejuízo para a biodiversidade, e o alagamento em maior ou menos grau de todas as regiões litorâneas do mundo, onde se concentra grande parte da população humana, atingindo com mais intensidade as costas baixas e muitas nações insulares, provocando a perda de terras cultiváveis, ecossistemas e cidades, forçando migrações em massa — que serão inevitáveis —, aumentando a vulnerabilidade a tempestades, gerando insegurança social e alimentar, e salgando aquíferos potáveis, entre outros efeitos. Além disso, a subida do mar interage com numerosas outras ameaças ambientais, amplificando seus impactos negativos e gerando outros.

## Aspectos gerais

### Nivel eustático e nível local do mar
O nível local médio do mar (NLMM) é definido como sendo o valor médio da altura do mar em relação a um referencial terrestre, durante um período de tempo (um mês ou um ano, por exemplo) suficientemente longo para que as variações causadas pelas ondas e pelas marés possam ser suavizadas. Devem fazer-se ajustamentos a alterações detectadas no NLMM para descontar os efeitos de possíveis movimentos verticais da terra, que podem ser da mesma ordem (mm/ano) que as mudanças no nível do mar. Alguns movimentos de terra ocorrem devido ao movimento isostático do manto ao derretimento de mantos de gelo no final da última era glacial. O peso do manto de gelo deprime o terreno subjacente, e quando o gelo derrete, a terra vagarosamente regressa à sua posição anterior à deposição do gelo (ressalto isostático). O NLMM pode também ser afetado pela pressão atmosférica, correntes marítimas e mudanças locais na temperatura do oceano.
A mudança eustática (contrariamente à mudança local) resulta numa alteração global dos níveis do oceanos, tais como variação do volume de água dos oceanos do mundo ou do volume de bacias oceânicas.

### Variações a longo prazo
Muitos fatores afetam o volume ou a massa do oceano, conduzindo a mudanças de longo prazo no nível eustático do mar. As duas influências principais são a temperatura, porque o volume de água se expande á medida que sobe a températura, um efeito chamado expansão térmica, e a massa da água retida na terra e no mar, sob a forma de água doce em rios, lagos, geleiras, calotas de gelo polar e gelo marinho. À escala de tempo geológico as mudanças nas formas das bacias oceânicas e na distribuição de terra/mar afetam também o nível do mar. Todas as formas de água congelada, tanto sobre a terra quanto sobre os oceanos, têm se reduzido no último século, e a tendência é que as perdas de gelo se acelerem. Além disso, os depósitos de água líquida do subsolo e da superfície também têm sido reduzidos pelo consumo humano.

### Glaciares e calotas polares

O declínio do gelo flutuante do Ártico é um dos sinais mais evidentes do aquecimento global. A animação mostra a redução entre 1979 e 2010.

Em cada ano, cerca de 8 mm de água da superfície inteira dos oceanos cai na Antártica e na Gronelândia sob a forma de neve. Se o gelo não retornasse aos oceanos, o nível do mar diminuíria 8 mm a cada ano. A diferença entre o gelo que se acumula e o gelo que derrete é chamada de balanço de massa, e é importante por fazer variar o nível do mar em termos globais. Todavia, o balanço de massa no último século tem sido negativo, significando que a água que se acumula nos polos sob a forma de gelo ou neve tem sido menor que a quantidade que tem derretido.
Plataformas de gelo flutuam na superfície do mar e, se derretem, não alteram diretamente o nível do oceano, do mesmo modo, o derretimento da calota de gelo polar norte, que é composta de blocos de gelo flutuantes, não contribuiria significantemente para a elevação do nível dos oceanos. Por serem constituídas por água doce, seu derretimento causaria um pequeno aumento nos níveis do mar, tão pequeno que geralmente é desprezado. Todavia, o derretimento das plataformas de gelo é acompanhado pelo derretimento dos mantos de gelo na Gronelândia e Antártida, que se localizam sobre terra firme, e que ampliariam significativamente o nível do mar se deslizassem para o oceano e derretessem completamente.

## História
A Terra atravessou em sua longa história muitas mudanças geológicas, e em certos períodos tornou-se mais quente do que é hoje. Calcula-se, através de registros paleográficos, que ao longo dos últimos 3 milhões de anos o nível do mar chegou a estar mais de 5 metros acima do atual, quando a Terra tinha uma temperatura média de cerca de 2º C superior.
Entretanto, neste longo período ocorreram variações de temperatura, incluindo esfriamentos significativos, causando as glaciações, quando foram formadas espessas capas de gelos sobre vastas regiões da Terra, que absorveram grandes quantidades de água dos mares reduzindo expressivamente o seu nível. Quando o clima voltou a aquecer e todo este gelo derreteu, em torno de 10 mil anos atrás, o nível do mar subiu cerca de 130 metros. A maior parte desta subida ocorreu antes de há 6 000 anos. Desde há 3 000 anos até ao início do século XIX o nível do mar manteve-se praticamente constante, subindo entre 0.1 e 0.2 mm/ano, mostrando uma pequena variabilidade. A medição do nível do mar é tarefa de grande complexidade, só iniciou no fim do século XIX e somente há pouco tempo têm sido desenvolvidos métodos mais confiáveis.

## A elevação recente

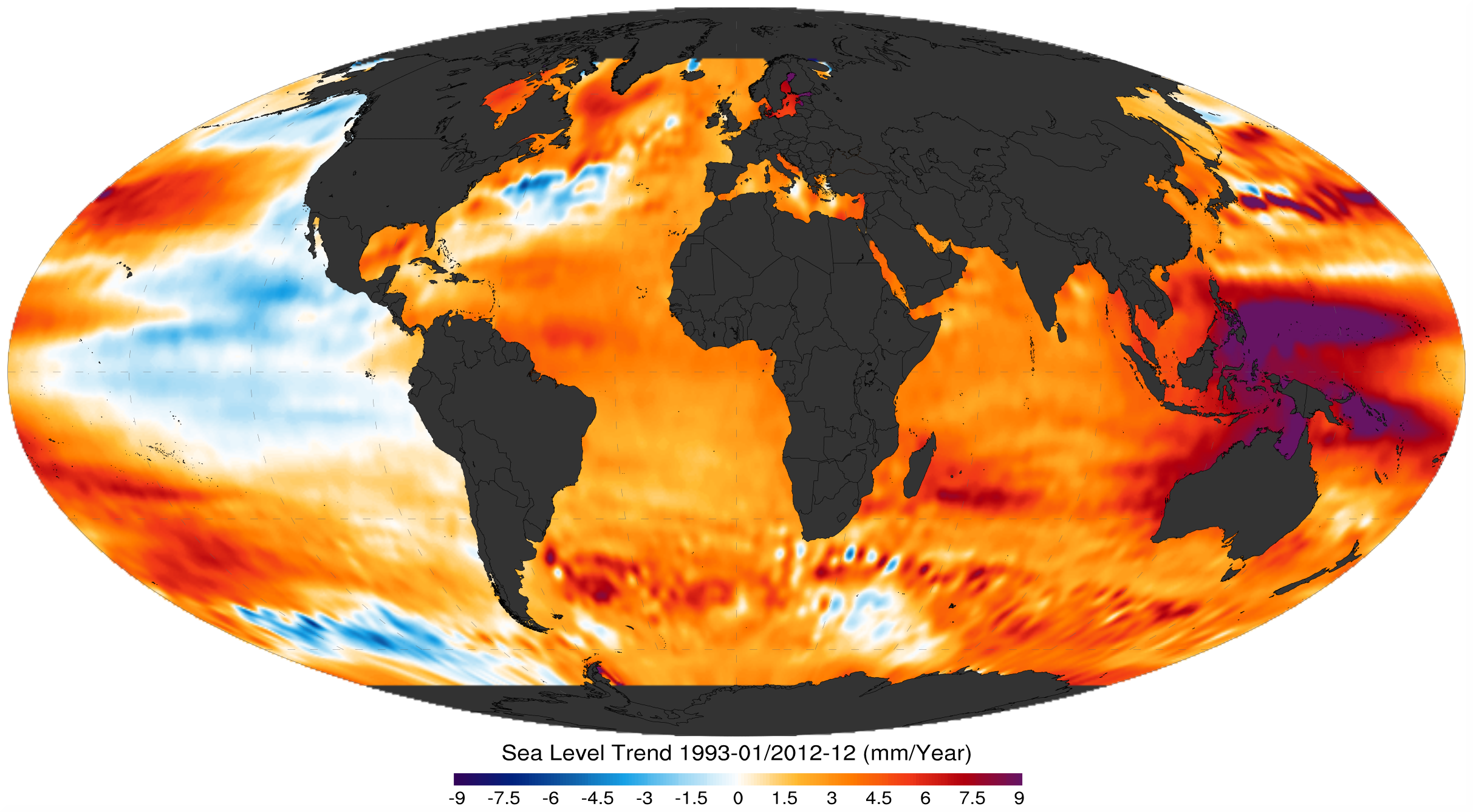
A elevação do mar entre 1993 e 2012. As áreas mais vermelhas subiram mais.

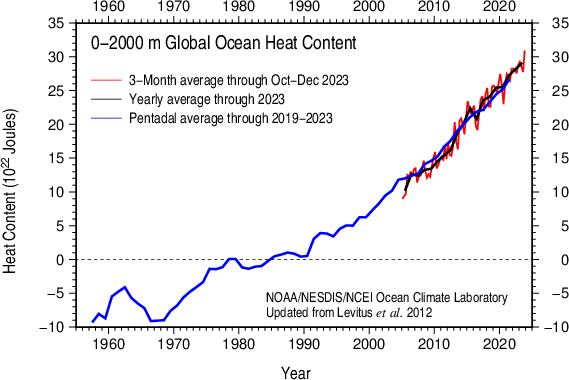
Gráfico mostrando a taxa de aquecimento médio dos oceanos entre 1957 e 2013. O gráfico aponta para uma aceleração na taxa de aquecimento no período mais recente.

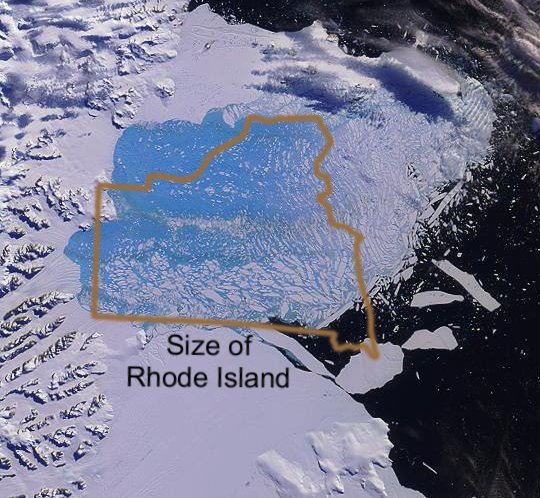
Colapso da plataforma de gelo Larsen B na Antártida.

A recente subida do nível do mar é resultado do aquecimento global através de dois processos principais: expansão da água do mar devida ao aquecimento dos oceanos, desencadeando a sua expansão térmica, e o derretimento de massas de gelo. O aquecimento da água tem sido responsável até agora por cerca de 40% da elevação total, mas essa proporção poderá mudar futuramente com a variação da contribuição do derretimento dos gelos. O IPCC calcula que a taxa de elevação média entre 1901 e 2010 foi de 1,7 milímetros (mm) ao ano, com uma faixa de variação de 1,5 a 1,9 mm. A elevação total neste intervalo foi calculada em 19 centímetros. Porém, nas últimas décadas a velocidade de elevação tem aumentado. Entre 1993 e 2010 a taxa foi maior do que 3,2 mm por ano, com uma faixa de variação de 2,8 a 3,6 mm.
Os mares absorveram mais de 90% do calor acumulado na Terra nas últimas décadas, e isso tem impedido que o aquecimento atmosférico fosse ainda maior do que o observado. O calor tem ficado estocado principalmente na camada superficial, que vai até 700 metros de profundidade, mas as camadas mais profundas já dão mostras de algum aquecimento. A distribuição do calor entre as camadas de água depende de diversas variáveis, como o comportamento das correntes marinhas e a variação na salinidade, que também são afetadas pelo aquecimento, criando uma rede intrincada de causas e efeitos em cascata que torna difícil a previsão exata da elevação futura.
O que se tem como certo é que se as emissões de gases estufa fossem interrompidas hoje, um estado de equilíbrio térmico do sistema — e por conseguinte a interrupção na elevação dos mares — só seria atingido daqui a centenas ou milhares de anos, sendo um processo de grande lentidão na resposta final aos agentes desencadeantes. A água tem uma grande inércia térmica, ou seja, ela demora para aquecer e expandir quando exposta a uma fonte de calor. Porém, uma vez desencadeado, o processo é incontrolável. Com a continuidade das emissões de gases estufa, que provocam o aquecimento global e que têm crescido sem cessar, a cada dia novas forças são ativadas, lançando cada vez mais para diante o equilíbrio do sistema e a interrupção da elevação. Desta forma, as previsões do IPCC são que a elevação prosseguirá ao longo de todo o século XXI e continuará até muito depois do ano 2100, e que provavelmente a velocidade da elevação aumentará em relação ao período de 1971 e 2010. Os modelos utilizados dão resultados bastante divergentes, mas todos apontam para uma elevação, que poderá ficar entre 26 e 98 centímetros em 2100.
Para além de 2100 os cenários se tornam muito incertos, mas algumas estimativas foram feitas. Se as emissões de gás carbônico não ultrapassarem o nível de 500 ppm, em 2300 o mar possivelmente não se elevará mais do que 1 metro. Se as emissões estancarem no nível de 700 ppm, a elevação possivelmente ficará entre 1 e 3 metros em 2300. Naturalmente, é difícil prever com exatidão o desenvolvimento futuro do fenômeno, pois ele depende de muitas variáveis, principalmente o comportamento da sociedade em relação à continuada emissão de gases estufa. Outro fator de incerteza é a dificuldade de prever como as capas de gelo sobre terra firme da Groelândia e da Antártida se comportarão frente aos diferentes níveis de aquecimento atmosférico, mas seu comportamento terá influência decisiva na evolução do nível do mar no longo prazo, uma vez que a quantidade de gelo que elas estocam é imensa. O IPCC projeta que se as emissões continuarem nos níveis atuais por muito tempo, causando uma elevação da temperatura média de 2 a 4º C, o aquecimento global tornará concreta a possibilidade de derretimento completo da camada de gelo da Groelândia nos próximos mil anos. Isso causaria uma elevação do mar de cerca de sete metros acima do nível atual. Se o gelo antártico também derreter completamente a elevação seria muito maior. Um derretimento completo do Polo Sul é pouco provável; contudo, alguns grandes setores da Antártida dão crescentes mostras de degelo, o que deve acrescentar uma elevação significativa, mas ainda não bem determinada, ao nível do mar nas próximas centenas de anos.
Não obstante a solidez das projeções do IPCC, segundo informam a UNESCO e outros pesquisadores, elas têm sido conservadoras, e estimativas independentes verificaram que a taxa real de elevação recente tem se aproximado do limite superior das projeções do IPCC, o que aponta para elevações futuras ainda maiores, que podem ficar entre 1,2 e até 9 metros acima do nível atual em 2100. Outros estudos recentes analisaram o caso da Antártida, cuja situação somente há pouco tempo vem sendo melhor conhecida, e sugerem que já foi ultrapassado o limiar de estabilidade para amplas regiões da Antártida Ocidental, incluindo o glaciar Heynes, o glaciar Smith e o glaciar Thwaites, e que eles se encaminham para um derretimento irreversível, seguindo o caminho da plataforma de gelo Larsen B, que colapsou em 2002. Se isso de fato ocorrer, representará uma elevação adicional de 1 a 3 metros ao nível do mar.

## Consequências
A gravidade dos impactos dependerá de quanto o mar subir, mas sabe-se que os efeitos serão de grande amplitude e de escala global a partir da extrapolação dos efeitos que já têm sido observados com a elevação relativamente pequena que já ocorreu, ainda que sejam esperadas variações localizadas. As inundações costeiras já são maiores e mais frequentes do que eram no início do século XX. Outros efeitos do aquecimento global ampliarão os impactos, pois as tempestades e tufões, que provocam nas costas enormes estragos e perdas de muitas vidas, tendem a se tornar mais intensos e frequentes. A elevação do mar também tende a causar uma intensificação nas chuvas que caem no litoral, piorando os estragos. A altura média das ondas tende da mesma maneira a aumentar, tanto pelo efeito de tempestades mais amiudadas quando por mudanças no padrão dos ventos e das correntes marinhas, que sofrem interferência do aquecimento global.

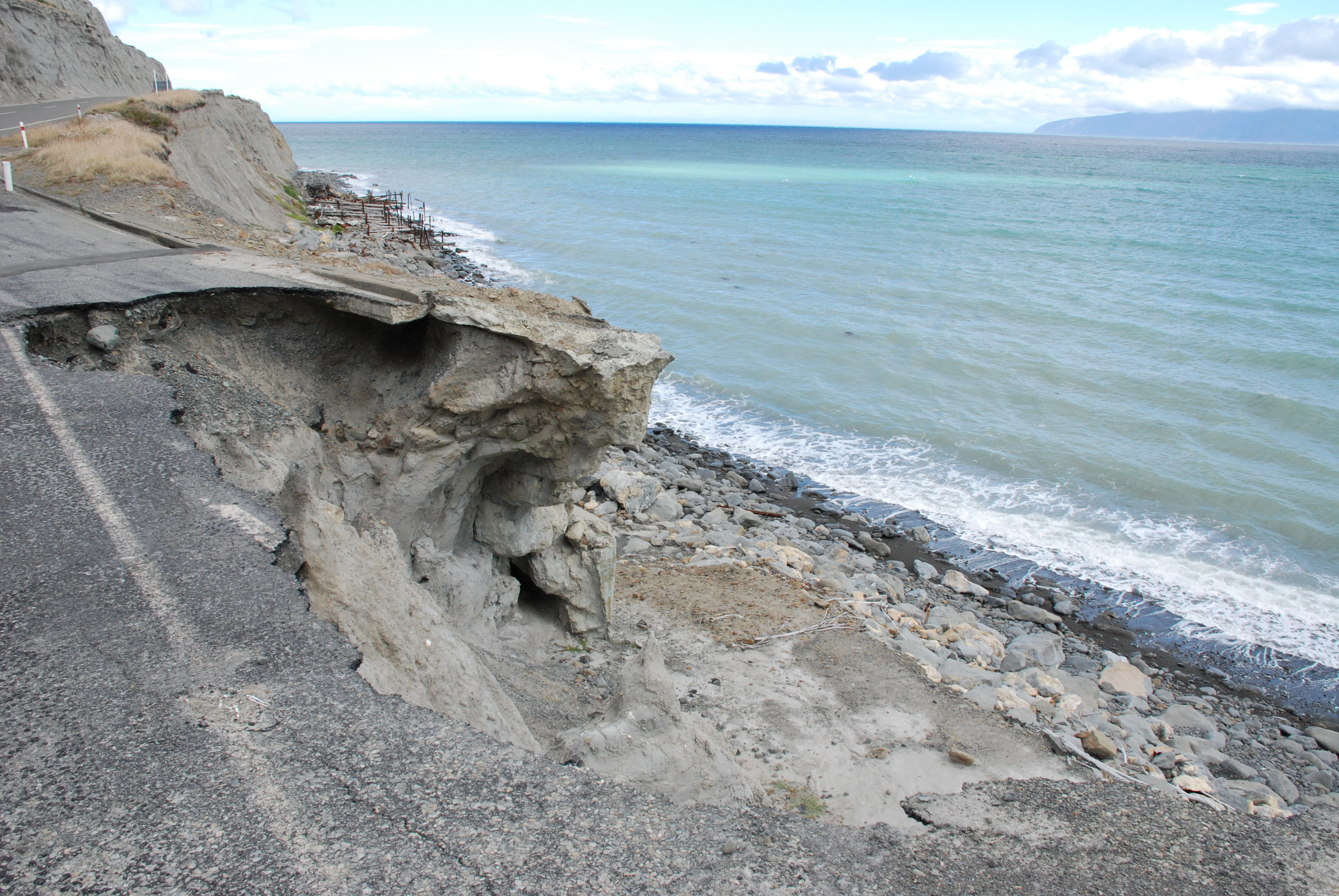
Estrada destruída pela erosão costeira na Baía Palliser, na Nova Zelândia.

A erosão costeira é outro dos efeitos esperados e já vem sendo observada, ocasionando o recuo da linha de areia nas praias, mudanças no perfil dos litorais e destruição de infra-estruturas litorâneas construídas pelo homem, como barragens, estradas e habitações. Por exemplo, no estado brasileiro da Paraíba, a situação já é grave, com 42% do litoral registrando erosão, colocando um milhão de pessoas sob ameaça direta. Uma pesquisa levada a cabo pelo Ministério do Meio Ambiente mostrou que 70% do litoral do Brasil apresentou tendência de erosão nas últimas décadas, e projeta-se que até 42 milhões de brasileiros enfrentarão problemas ligados à subida do mar no século XXI. Praias arenosas e baías, por exemplo, são frequentemente locais de recreação e turismo e possuem valores paisagísticos e culturais, e sua erosão tende a desfigurar suas características e prejudicar as atividades ali desenvolvidas.
Ecossistemas costeiros como manguezais, estuários e deltas, campos de dunas, zonas úmidas e pântanos, restingas e outros, devem ser afetados negativamente pela elevação do mar, prejudicando a biodiversidade local pela diminuição de fontes de alimento, alterações nas cadeias alimentares e desarranjos estruturais, além de provocarem migrações forçadas das populações selvagens. O IPCC indica que em 2080 a subida do nível do mar transformará 33% das zonas úmidas costeiras em zonas alagadas permanentemente e aumentará a vulnerabilidade do restante à inundação durante tempestades. Vários desses ecossistemas abrigam variadas espécies de crustáceos, aves, peixes, moluscos e algas que são valiosas para o homem, e são locais de desenvolvimento de outras atividades econômicas, recreativas ou turísticas, que tendem a ser prejudicadas. Além disso, como é prevista uma crescente interferência humana na geografia dos litorais na tentativa de conter o avanço das águas, devem ocorrer grandes prejuízos adicionais a ecossistemas localizados nessas regiões pela realização de obras de infraestrutura e proteção. Mesmo populações de seres marinhos de alto mar também sofrerão efeitos negativos indiretos, dependentes como são das condições dos ambientes litorâneos e da camada superficial do mar, a que mais tem aquecido, provocando seu declínio populacional, aumento na incidência de doenças e malformações, redução das fontes de alimento, mudanças nos ciclos reprodutivos, redistribuição geográfica e outros. Ao mesmo tempo, os aquíferos costeiros subterrâneos de água doce tendem a ser invadidos por água salgada, diminuindo a oferta de água potável para as populações humanas, gerando por extensão problemas de saúde e perturbações sociais.

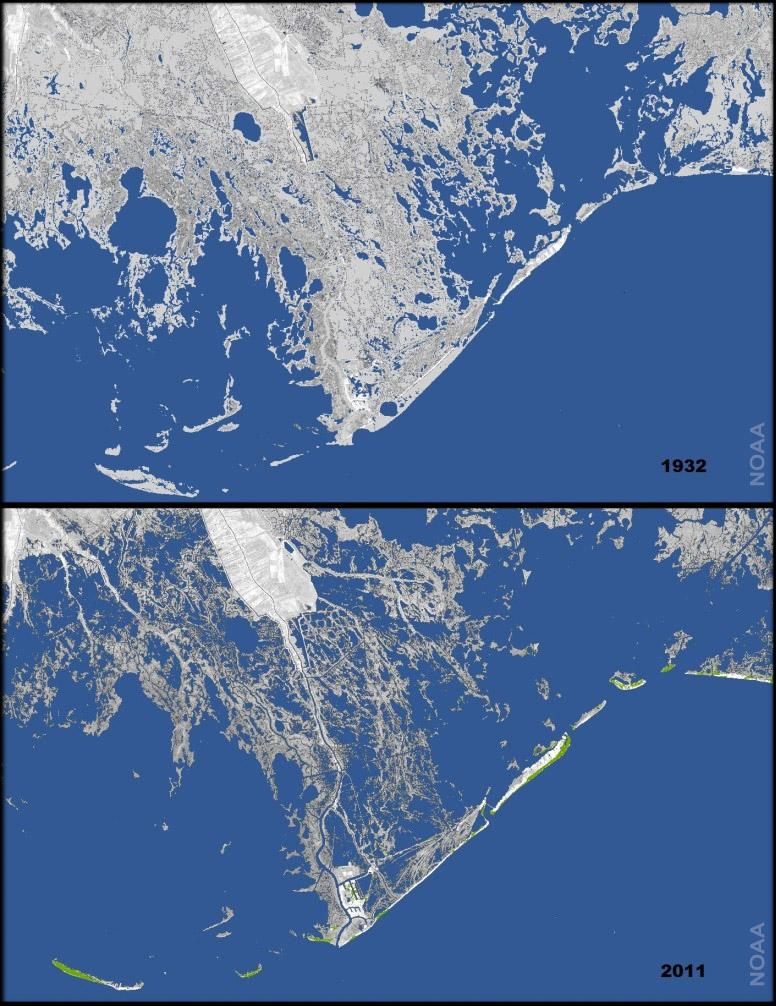
Perda de terra firme pelo avanço das águas na costa da Louisiana entre 1932 e 2011.

A elevação do nível do mar coloca um sério risco em particular para ilhas e países insulares cuja altitude média é baixa, podendo obrigar à evacuação de populações inteiras. Cinco ilhas do arquipélago das Ilhas Salomão desapareceram completamente durante as últimas décadas e pelo menos seis outras estão atualmente sofrendo grave erosão. Duas comunidades inteiras já foram evacuadas e transferidas para locais mais seguros, e Taro, capital da província de Choiseul, terá que ser abandonada em breve. Kiribati e Tuvalu também estão sob grave ameaça, e sua inundação está prevista para os próximos 50 anos. Anote Tong, chefe de Estado de Kiribati, comprou 20 km² de território nas Ilhas Fiji para abrigar a população do seu pais quando o êxodo se tornar inevitável. Porém, também as Ilhas Fiji estão enfrentando problemas de inundação costeira, salgamento de terras aráveis e intrusão salina nos mananciais de água doce. Esse deslocamento populacional inevitavelmente será necessário para todos os litorais do mundo, pois todas as regiões serão afetadas em alguma medida. Uma pesquisa que analisou o caso do Senegal, calculou que a elevação de um metro no nível do mar significaria a inundação de 6 mil km2 de terra da região mais populosa do país, provocando um êxodo de até 180 mil pessoas e danos a propriedades que chegariam a 700 milhões de dólares, o que equivalia, na data do estudo, a 17% do PIB nacional.
Regiões em que a costa está afundando por mecanismos geológicos naturais, onde foram fundadas muitas das maiores cidades modernas, sofrerão impactos ainda mais intensos. Os custos em termos econômicos, sociais, culturais e políticos dessa migração em massa não podem ser calculados com precisão, mas não é difícil projetar que serão vastíssimos. Nova Iorque, Xangai, Rio de Janeiro, Buenos Aires, Barcelona, Hong Kong e muitas outras cidades grandes e pequenas serão diretamente prejudicadas, com uma população total sob risco que em 1990 foi estimada em 200 milhões de pessoas. A população total sob risco indireto, sendo dependente em várias maneiras das cidades litorâneas, é muito maior. O caso se agrava porque a tendência contemporânea é de aumentar a população urbanizada, prevendo-se que no século XXI serão formadas vinte megacidades localizadas junto do mar.

### Efeitos combinados
Os sistemas geológicos, químicos, físicos e biológicos da Terra estão todos intimamente interligados, e uma alteração em apenas um deles desencadeia efeitos de maior ou menos monta em todos os outros por reação direta ou indireta. Dependendo do tipo e da intensidade da alteração, os efeitos podem ser de mínimos e praticamente imperceptíveis a vastos e de imensa gravidade, reversíveis ou irreversíveis, e imediatos ou retardados. O aquecimento global tem desencadeado uma cascata de consequências em todos os sistemas do planeta, efeitos que interagem entre si e geram por sua vez novas causas, em um círculo vicioso que não será rompido sem que cessem suas causas primárias. Entre os efeitos mais dramáticos do aquecimento global está a subida do nível do mar, descrita neste artigo, que como visto, produz uma série de outros efeitos diretos ou indiretos. Esta elevação é irreversível enquanto perdurarem suas causas, pois não existe tecnologia humana que possa reverter os vastos e ainda incompletamente conhecidos mecanismos naturais em jogo, e mesmo cessando as causas imediatamente, os efeitos retardados continuarão a produzir uma elevação contínua ainda por centenas ou milhares de anos, antes que a quantidade de calor estocada nos mares se dissipe e eles voltem a resfriar e a reduzir seu volume expandido.

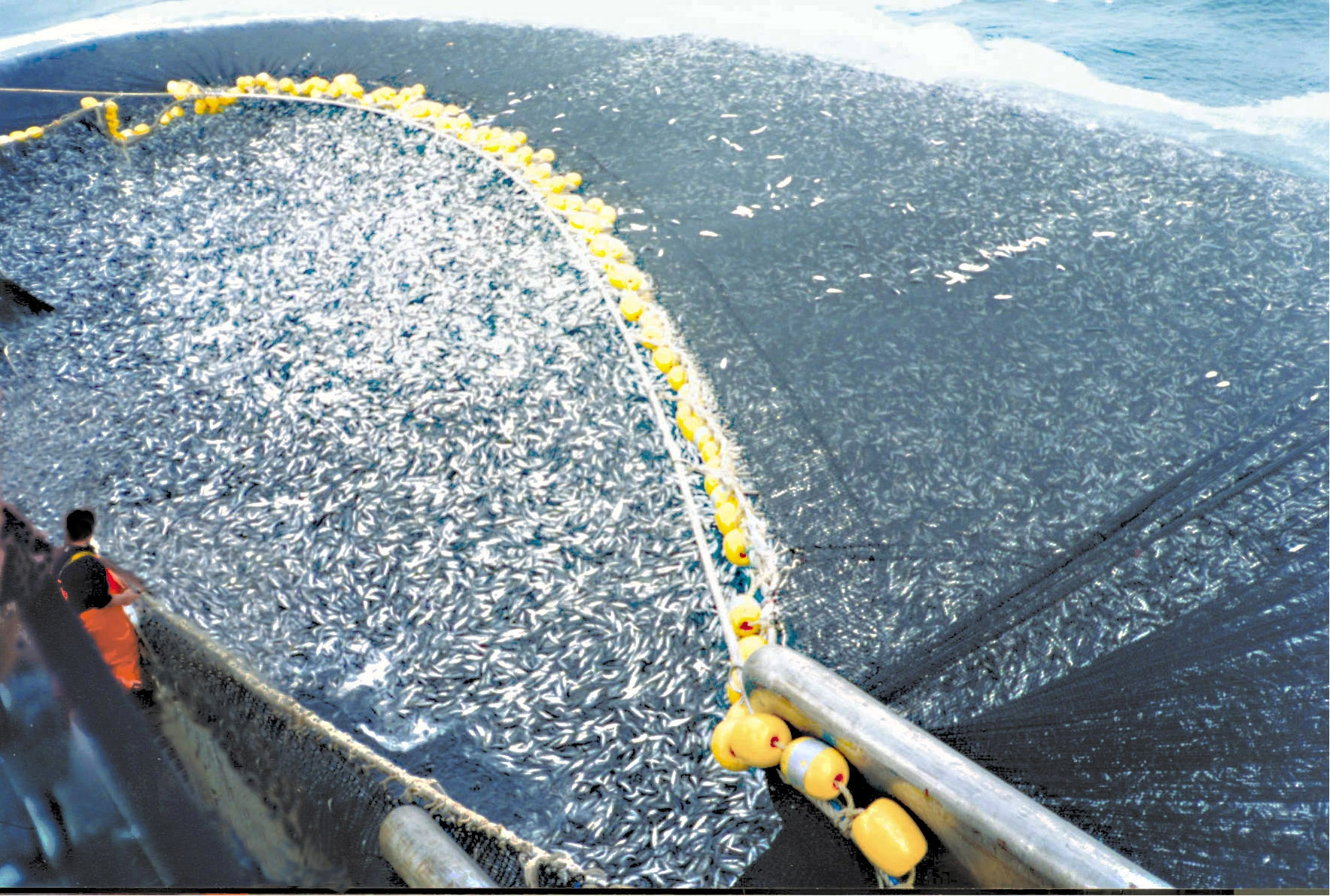
A pesca industrial descontrolada tem sido um fator principal para o declínio das populações marinhas.

Mas isso ainda não é tudo. Os efeitos daninhos da subida do nível do mar se combinam a uma série de outros, cuja origem não está ligada diretamente ao aquecimento global, mas provêm de outras atividades humanas. Entre as principais estão a pesca excessiva e predatória, a introdução de espécies exóticas e a poluição orgânica e inorgânica, onde se incluem o acúmulo de lixo marinho e despejos de esgotos, efluentes industriais, agrotóxicos, fertilizantes e produtos farmacêuticos. Todos esses fatores agravam e potencializam os danos à biodiversidade marinha causados pela elevação das águas e perturbação dos ambientes costeiros, e, por extensão, prejudicam o homem, que tanto depende do mar para seu bem estar e sobrevivência. Os problemas não cessam tampouco aqui, pois outros efeitos do aquecimento que afetam os mares também revertem em prejuízo da vida marinha e humana, entre eles a acidificação marinha e a desoxigenação das águas.
No cômputo final, percebe-se a vastidão e a gravidade da ameaça que aflige já hoje os oceanos e o homem, e se as tendências atuais não forem revertidas rapidamente, as consequências negativas se ampliarão, se estenderão por longos séculos, e muitas delas em caráter irreversível. Os mares de todo o mundo estão em estado de degradação rápida e acentuada, e os estoques dos principais peixes valiosos para o homem estão já superexplorados e em vias de rápida extinção, ou estão próximos do limite de suas capacidades. Cerca de 2,6 bilhões de pessoas obtêm dos peixes pelo menos 20% de sua ingestão proteica anual. Em países pobres litorâneos e em algumas nações insulares a população pode chegar a depender dos peixes em 50% para obtenção de proteínas. O declínio dos estoques marinhos de alimento e outros recursos pode também levar a uma exacerbação de conflitos entre países que dependem do mar para sobreviver. As previsões para o futuro não são otimistas, e espera-se que em um prazo não muito longo, talvez em apenas cem anos, os oceanos sofram uma extinção em massa e se tornem ambientes muito simplificados, com uma biodiversidade extremamente reduzida, composta em sua grande maioria de seres microscópicos e de pequeno tamanho.
Como as projeções do IPCC parecem estar sendo rapidamente ultrapassadas pelos numerosos estudos realizados nos últimos cinco anos, é provável que a elevação do mar seja significativamente maior do que 1 metro até 2100. James Hansen et al. resumem as perspectivas deste grupo de cientistas:
"A despeito dos avisos anteriores [dados pela ciência], as emissões globais de CO2 continuam a crescer, uma vez que os combustíveis fósseis ainda são a principal fonte de energia. Argumenta-se que moral e economicamente é preciso continuar a usá-los em nome da elevação da qualidade de vida, esperando-se que a humanidade possa se adaptar rapidamente à mudança climática e descobrir maneiras de minimizar seus efeitos através de tecnologias avançadas. [...] Os custos econômicos e sociais da perda da funcionalidade de todas as cidades costeiras é praticamente incalculável. [...] Uma rápida subida no nível do mar pode ocorrer mais cedo do que usualmente se espera. [...] Concluímos que uma subida de vários metros é praticamente inevitável. A desorganização social e as consequências econômicas de tamanha elevação do nível do mar podem ser devastadoras. Não é difícil imaginar que conflitos derivados de migrações forçadas e do colapso econômico tornem o mundo ingovernável, ameaçando a integridade da civilização. [...]
"Há muitos outros impactos práticos derivados das continuadas emissões de gases estufa, como a acidificação oceânica e a perda irreparável de muitas espécies. A tarefa de conseguirmos uma redução na concentração atmosférica de CO2 é formidável, mas não é impossível. Também já ficou claro que a continuidade das emissões deve agravar o desequilíbrio energético global, o aquecimento oceânico e a perda de gelo e provocar uma grande elevação do mar, que as novas gerações não serão capazes de impedir. Dada a inércia dos sistemas energéticos e climáticos, e à gravidade da ameaça que pende, o assunto é urgente e exige uma cooperação emergencial entre as nações".

## Adaptação
A subida do mar é um processo inevitável que afetará várias gerações à frente. Nada pode ser feito para mitigá-lo diretamente, e o combate às suas causas primárias, através da redução radical das emissões de gases estufa, é a única maneira de impedir uma subida de dimensões catastróficas. Por outro lado, muitos governos do mundo já estão preocupados com o problema e estão implementando medidas de adaptação. Até agora elas se concentram mais na elaboração de planos que visam barrar o avanço das águas, através de muralhas, aterros, reflorestamento costeiro, fixação de dunas e outros meios. Mas além de seus pontos positivos, essas obras trazem também vários inconvenientes para a mobilidade humana, desvalorizam os terrenos, prejudicam o turismo, o lazer e outras atividades econômicas costeiras, além de interferirem drasticamente nos ecossistemas, causando grandes danos à biodiversidade. Essas obras têm ainda um valor prático relativo, pois sua eficiência está na dependência direta do nível máximo que os mares vão atingir, um dado que ainda está cercado de grande incerteza. Obras que preveem uma elevação de até um metro se tornarão inúteis se a elevação for maior, e terão representado uma perda total do capital e esforço investido. Muralhamentos em cidades localizadas junto a deltas fluviais — que são especialmente vulneráveis a inundações e situam-se em geral sobre terrenos frágeis que estão afundando, e que em conjunto abrigam 340 milhões de pessoas em todo o mundo — provocam efeitos ecológicos, geológicos e hidrológicos negativos em uma escala particularmente elevada.

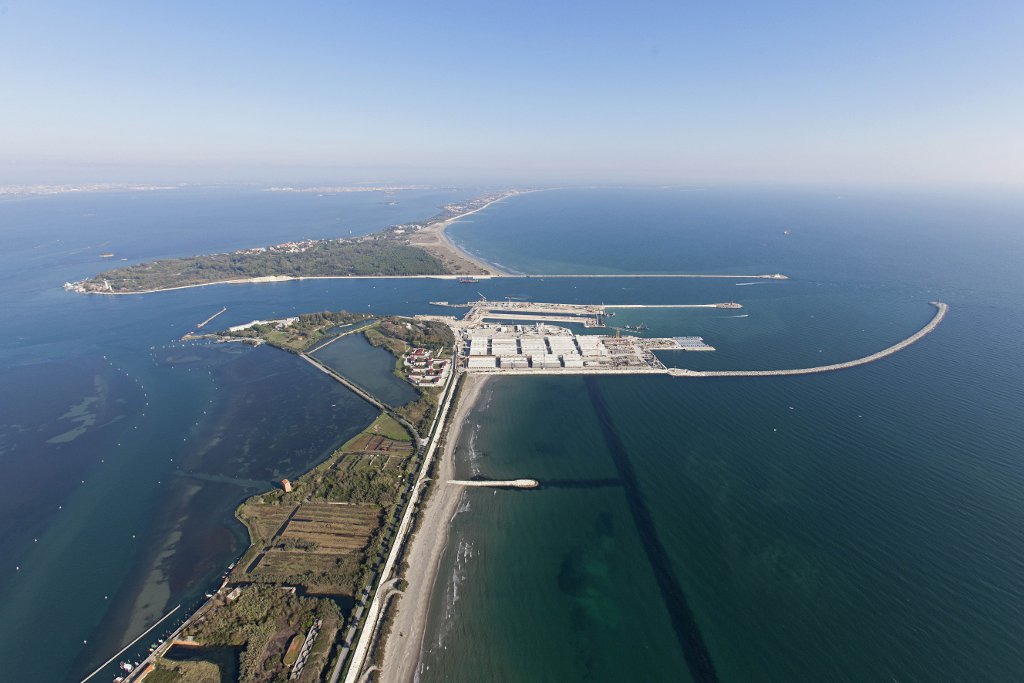
Obras do Projeto Moisés para proteção de Veneza.

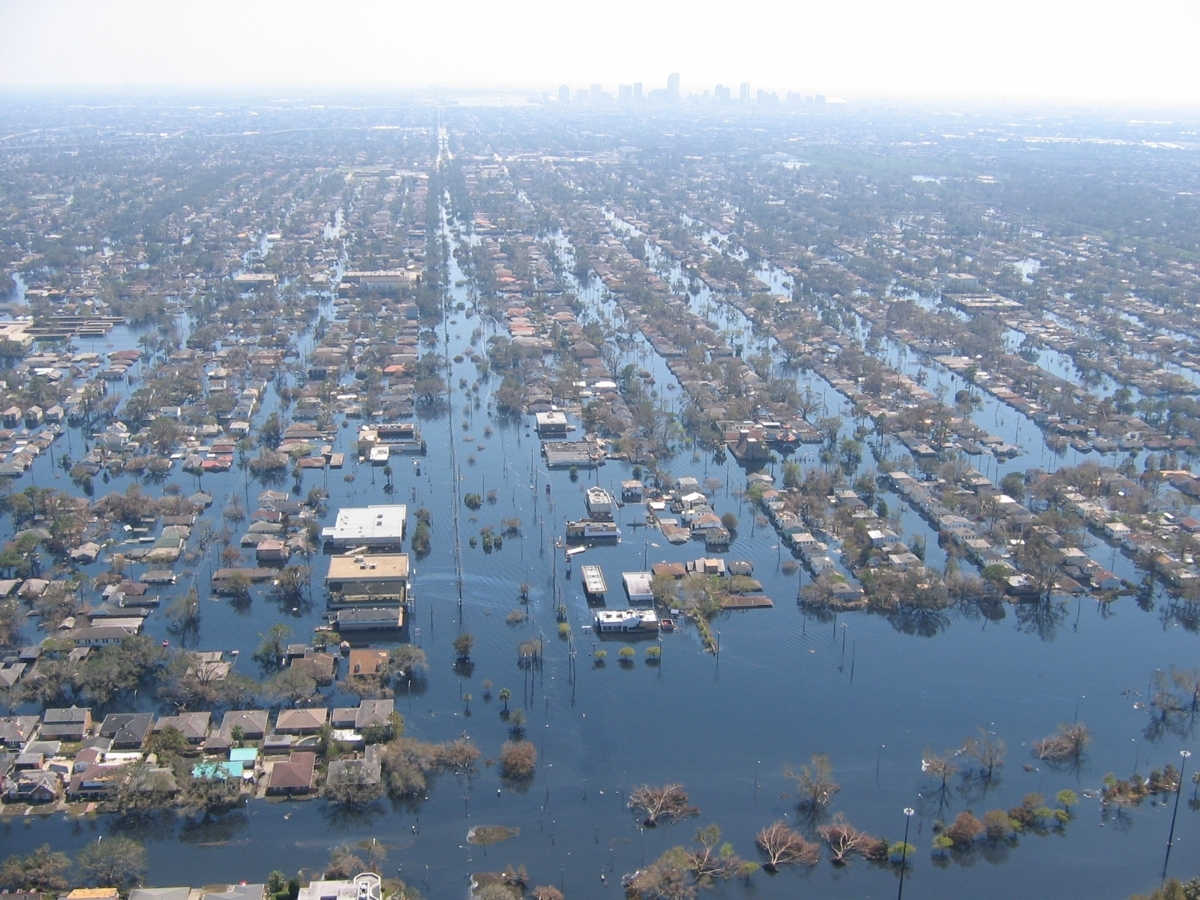
Grandes áreas de New Orleans foram alagadas na passagem do furacão Katrina.

Obras dessa natureza em geral têm um custo altíssimo de construção e manutenção, e nem todos os países têm condições de realizá-las mesmo em locais selecionados, e muito menos em uma grande escala. Os novos diques para proteção apenas da cidade de Veneza, por exemplo, custaram mais de 5 bilhões de euros. Os planos para proteção de Nova Iorque foram orçados em cerca de 20 bilhões de dólares. Muitas áreas já possuem proteções, mas elas foram construídas levando em conta os níveis atuais do mar, e precisarão ser ampliadas para conter a elevação futura. Miami já gastou cerca de 100 milhões de dólares em proteção, no futuro próximo deve gastar mais algumas centenas de milhões, e mesmo assim seu destino é incerto. Shanghai já gastou bilhões de yuans mas suas defesas ainda não são muito eficientes. Somente nos Estados Unidos 414 cidades estão sob grande risco.
Além disso, com a previsão da intensificação nas tempestades, as obras podem se revelar ineficientes nos momentos mais críticos, como ocorreu em New Orleans por ocasião do furacão Katrina, que rompeu os diques de proteção da cidade, que eram bem conservados e funcionais em condições normais, alagando bairros inteiros com metros de água. A intensificação da erosão costeira também coloca problemas adicionais de manutenção. O muralhamento completo de todos os litorais do mundo, por sua vez, é sob todos os aspectos tão inviável quanto indesejável, e necessariamente inúmeras regiões ficarão sem qualquer tipo de proteção. Em vista disso, diversos especialistas vêm recomendando como medida mais prudente programar uma retirada em massa dos litorais mais sujeitos à inundação, concentrando os esforços de proteção por muralhamento apenas em pontos especialmente importantes, como cidades históricas ou muito populosas.
Contudo, a solução da retirada em massa tem encontrado fortes resistências. Além dos altos custos econômicos e das dificuldades políticas, fundiárias, infraestruturais e legais que trazem em seu bojo, as migrações forçadas invariavelmente acarretam grandes custos imateriais que não podem ser compensados financeiramente. As comunidades humanas tendem a se apegar aos locais onde vivem e a estabelecer valores sociais, culturais, estéticos, afetivos, psicológicos, linguísticos, políticos e religiosos intimamente ligados à sua terra de origem, valores que são abalados na transferência de local, podendo levar à desintegração de culturas tradicionais e a graves lesões no tecido social das populações expulsas, cuja recuperação em geral é dolorosa e nem sempre bem sucedida. As migrações em massa colocam ainda desafios adicionais para os países ou regiões que recebem os refugiados, tendendo a aumentar as pressões sociais e econômicas locais e exacerbar a competição e os conflitos entre os grupos residentes e os recém-chegados, dificultando sua integração.